# Marussici
Marussici (in croato Marušići) è un paesino dell'alta Istria croata posizionata sullo stesso colle di Oscurus, a circa 2 km di distanza.
Amministrativamente fa parte del comune di Buie, dal quale dista 6 km e mezzo in linea d'aria.

## Società

### Etnie
|          |          |  |        |        |
| -------- | -------- |  | ------ | ------ |
| Croati   | Croati   |  | 34,75% | 34,75% |
| Italiani | Italiani |  | 26,21% | 26,21% |
| Sloveni  | Sloveni  |  | 0,60%  | 0,60%  |
| Istriani | Istriani |  | 27,43% | 27,43% |

### Evoluzione demografica
Nel 2011 si contavano 167 abitanti divisi in 63 famiglie.
| Evoluzione demografica | Evoluzione demografica | Evoluzione demografica | Evoluzione demografica | Evoluzione demografica | Evoluzione demografica | Evoluzione demografica | Evoluzione demografica | Evoluzione demografica | Evoluzione demografica | Evoluzione demografica | Evoluzione demografica | Evoluzione demografica | Evoluzione demografica | Evoluzione demografica | Evoluzione demografica |
| ---------------------- | ---------------------- | ---------------------- | ---------------------- | ---------------------- | ---------------------- | ---------------------- | ---------------------- | ---------------------- | ---------------------- | ---------------------- | ---------------------- | ---------------------- | ---------------------- | ---------------------- | ---------------------- |
| 1857                   | 1869                   | 1880                   | 1890                   | 1900                   | 1910                   | 1921                   | 1931                   | 1948                   | 1953                   | 1961                   | 1971                   | 1981                   | 1991                   | 2001                   | 2011                   |
| 256                    | 271                    | 294                    | 349                    | 353                    | 379                    | 403                    | 401                    | 493                    | 370                    | 334                    | 157                    | 153                    | 164                    | 179                    | 158                    |